# Ледовская, Юлия Михайловна
Юлия Михайловна Ледовская (родилась 22 июня 1991 года) — российская регбистка, трижды бронзовый призёр чемпионата Европы, чемпионка Европы по регби-7 2017 года. Мастер спорта России.

## Биография
Выступала за клубы ЦСП № 4 (ныне РЦСП по ИВС) и «РГУТИС-Подмосковье». В составе российской сборной по регби-15 играла на чемпионате Европы (он же Европейский Трофи) 2014, 2015 и 2016 годов, где становилась бронзовым призёром. В составе сборной по регби-7 участвовала в учебно-тренировочных сборах и этапах Мировой серии, а также выступила на домашнем этапе чемпионата Европы 2017 года и стала чемпионкой Европы. В настоящее время работает тренером.